# مینا (خنج)
چاه مینا (خنج)، منطقه‌ای کوچک است که در ۲۶ کیلومتری شهرستان خنج قرار دارد و عده‌ای از افراد بصورت پراکنده در آن زندگی می‌کنند. بخش محمله خنج
فارس ایران

## جمعیت
این روستا در دهستان محمله قرار دارد و بر‌ اساس سرشماری مرکز آمار ایران در سال ۱۳۸۵، جمعیت آن ۳۸ نفر (۸ خانوار) بوده‌است.